# Daniel Ellensohn
Daniel Ellensohn (né le 9 août 1985 au Cap en Afrique du Sud) est un footballeur international néo-zélandais, qui évolue au poste d'attaquant.

## Biographie

### Carrière en sélection
Avec l'équipe de Nouvelle-Zélande, il joue un match (pour aucun but inscrit) lors de l'année 2007. 
Il figure dans le groupe des sélectionnés lors de la Coupe d'Océanie de 2008 remportée par son équipe.
Il participe également aux Jeux olympiques de 2008. Lors du tournoi olympique organisé en Chine, il joue deux matchs : contre le Brésil et la Belgique.
Il joue enfin un match face au Vanuatu comptant pour les tours préliminaires de la coupe du monde 2010.

## Palmarès
Nouvelle-Zélande
- Coupe d'Océanie (1) :
  - Vainqueur : 2008.